# Amy (Missouri)
Amy ist ein gemeindefreies Gebiet im Süden des Bundesstaates Missouri der USA. Es liegt ca. 19 km südwestlich des Verwaltungssitzes des Howell County, von West Plains, auf einer Höhe von 361 m über dem Meeresspiegel.
Amy wurde nach Amy Black, der Tochter eines Postbeamten benannt. Das örtliche Postamt wurde 1891 eingerichtet und bis zum Jahre 1931 betrieben. 
Koordinaten: 36° 36′ 20″ N, 92° 0′ 14″ W